# Antonio Pérez (beisbolista)
Antonio Miguel Pérez (Baní, 26 de enero de 1980) es un ex infielder dominicano que jugó en las Grandes Ligas de Béisbol entre 2003 y 2006. En 2005, lideró a los Dodgers de Los Ángeles con once bases robadas. Pérez firmó un contrato de ligas menores con los Nacionales de Washington para la temporada 2008, pero fue liberado  durante la pretemporada. En marzo de 2009, firmó un contrato de ligas menores con los Bravos de Atlanta. Fuera de Estados Unidos, actualmente milita para Marineros de Ensenada de la Liga Norte de México.
Mientras jugaba en las ligas menores, Pérez estuvo involucrado en dos canjes de Grandes Ligas. Fue canjeado desde los Rojos de Cincinnati a los Marineros de Seattle en el canje que se encontraba Ken Griffey, Jr. en el 2000, y fue enviado más tarde a los Tampa Bay Devil Rays por Randy Winn. Además, en 2005, fue enviado a los Atléticos de Oakland por Andre Ethier. El 9 de noviembre de 2009, Pérez fue liberado por Oakland.